# Saison 2001 de l'équipe cycliste AG2R Prévoyance
La saison 2001 de l'équipe cycliste AG2R Prévoyance est la dixième de cette équipe, lancée en 1992 et dirigée par Vincent Lavenu.

## Coureurs et encadrement technique

### Effectif
L'équipe est composée de 19 coureurs et 3 stagiaires,,.
| Cycliste             | Date de naissance | Nationalité | Équipe 2000                                           |
| -------------------- | ----------------- | ----------- | ----------------------------------------------------- |
| Christophe Agnolutto | 6 décembre 1969   | France      | AG2R Prévoyance                                       |
| Lauri Aus            | 4 novembre 1970   | Estonie     | AG2R Prévoyance                                       |
| Linas Balciunas      | 14 février 1978   | Lituanie    | Saint Quentin-Oktos                                   |
| Stéphane Bergès      | 9 janvier 1975    | France      | Big Mat-Auber 93                                      |
| Philippe Bordenave   | 4 mars 1969       | France      | AG2R Prévoyance                                       |
| Alexandre Botcharov  | 26 février 1975   | Russie      | AG2R Prévoyance                                       |
| Ludovic Capelle      | 27 février 1976   | Belgique    | Ville de Charleroi-New Systems                        |
| David Delrieu        | 20 février 1971   | France      | AG2R Prévoyance                                       |
| Sébastien Demarbaix  | 19 décembre 1973  | Belgique    | Lotto-Adecco                                          |
| Laurent Estadieu     | 4 août 1975       | France      | AG2R Prévoyance                                       |
| Alexandre Grux       | 3 février 1976    | France      | EC Saint-Etienne-Loire (équipe amateur)               |
| Nicolas Inaudi       | 21 janvier 1978   | France      | AVC Aix-en-Provence (équipe amateur) jusqu'en juillet |
| Arturas Kasputis     | 26 février 1967   | Lituanie    | AG2R Prévoyance                                       |
| Jaan Kirsipuu        | 17 juillet 1969   | Estonie     | AG2R Prévoyance                                       |
| Thierry Loder        | 15 décembre 1975  | France      | Cofidis                                               |
| Gilles Maignan       | 30 juillet 1968   | France      | AG2R Prévoyance                                       |
| Innar Mandoja        | 27 février 1978   | Estonie     | AG2R Prévoyance                                       |
| Benoît Salmon        | 9 mai 1974        | France      | AG2R Prévoyance                                       |
| Ludovic Turpin       | 22 mars 1975      | France      | AG2R Prévoyance                                       |
| Stagiaire            | Date de naissance | Nationalité | Équipe 2001                                           |
| Stéphane Cougé       | 21 février 1976   | France      | Jean Floc'h (équipe amateur)                          |
| Julien Laidoun       | 24 janvier 1980   | France      | CC Etupes (équipe amateur)                            |
| Nicolas Portal       | 23 avril 1979     | France      | GSC Blagnac (équipe amateur)                          |

### Encadrement
L'équipe est dirigée par Vincent Lavenu, Laurent Biondi et Gilles Mas .

## Bilan de la saison

### Victoires
L'équipe remporte 25 victoires ,,,.
| Date       | Course                                   | Pays       | Classe | Vainqueur        |
| ---------- | ---------------------------------------- | ---------- | ------ | ---------------- |
| 17/02/2001 | 4e étape B du Tour Méditerranéen         | France     | 2.3    | Jaan Kirsipuu    |
| 18/02/2001 | 5e étape du Tour Méditerranéen           | France     | 2.3    | Jaan Kirsipuu    |
| 06/04/2001 | Route Adélie                             | France     | 1.3    | Jaan Kirsipuu    |
| 11/04/2001 | 2e étape du Circuit de la Sarthe         | France     | 2.3    | Jaan Kirsipuu    |
| 12/04/2001 | 3e étape A du Circuit de la Sarthe       | France     | 2.3    | Jaan Kirsipuu    |
| 26/04/2001 | GP de Denain                             | France     | 1.3    | Jaan Kirsipuu    |
| 08/05/2001 | 1re étape des Quatre jours de Dunkerque  | France     | 2.1    | Jaan Kirsipuu    |
| 09/05/2001 | 2e étape des Quatre jours de Dunkerque   | France     | 2.1    | Jaan Kirsipuu    |
| 11/05/2001 | 4e étape des Quatre jours de Dunkerque   | France     | 2.1    | Jaan Kirsipuu    |
| 13/05/2001 | 6e étape B des Quatre jours de Dunkerque | France     | 2.1    | Jaan Kirsipuu    |
| 19/05/2001 | 2e étape du Tour de Picardie             | France     | 2.2    | Jaan Kirsipuu    |
| 20/15/2001 | 3e étape A du Tour de Picardie           | France     | 2.2    | Linas Balciunas  |
| 27/05/2001 | 6e étape du GP du Midi-Libre             | France     | 2.1    | Benoît Salmon    |
| 01/06/2001 | A Travers le Morbihan                    | France     | 1.4    | Gilles Maignan   |
| 15/06/2001 | 2e étape du Tour du Luxembourg           | Luxembourg | 2.2    | Jaan Kirsipuu    |
| 28/06/2001 | Championnat d'Estonie contre-la-montre   | Estonie    | CN     | Jaan Kirsipuu    |
| 01/07/2001 | Championnat de Belgique                  | Belgique   | CN     | Ludovic Capelle  |
| 13/07/2001 | 6e étape du Tour de France               | France     | GT     | Jaan Kirsipuu    |
| 21/07/2001 | Tour de la Somme                         | France     | 2.5    | Laurent Estadieu |
| 17/08/2001 | 5e étape du Tour de l'Ain                | France     | 2.5    | David Delrieu    |
| 18/08/2001 | 6e étape du Tour du Danemark             | Danemark   | 2.2    | Jaan Kirsipuu    |
| 28/08/2001 | 2e étape du Tour du Poitou-Charentes     | France     | 2.4    | Jaan Kirsipuu    |
| 31/08/2001 | 4e étape B du Tour du Poitou-Charentes   | France     | 2.4    | Lauri Aus        |
| 03/09/2001 | 1re étape du Tour de Pologne             | Pologne    | 2.3    | Jaan Kirsipuu    |
| 02/10/2001 | 1re étape du Tour de Lucques             | Italie     | 2.3    | Jaan Kirsipuu    |